# SANU-Memorandum
Das Memorandum zur Lage der serbischen Nation in Jugoslawien, bekannt als SANU-Memorandum (serbisch-kyrillisch Меморандум САНУ), war eine 1986 veröffentlichte Denkschrift der Serbischen Akademie der Wissenschaften und Künste (serbisch Српска академија наука и уметности Srpska akademija nauka i umetnosti, kurz: SANU), die einen bedeutenden Einfluss auf das Wiederaufleben des Nationalismus in Serbien hatte und die Konflikte verschärfte, die zum Jugoslawienkrieg führten. 
Es stellte eine angebliche Benachteiligung Serbiens innerhalb des sozialistischen Jugoslawien fest und forderte neben einer Demokratisierung eine „politische Abrechnung“ durch „revolutionären Kampf“ gegen eine „neofaschistische Aggression“ und einen „Genozid“ an den Serben im Kosovo. Sein Text soll vom ehemaligen Mitglied der Akademie und späteren Präsidenten der Bundesrepublik Jugoslawien Dobrica Ćosić (1921–2014) redigiert worden sein. Ćosić bestritt dies, verteidigte das Memorandum jedoch.

## Inhalt
Das 74 Seiten umfassende Memorandum ist zunächst eine Kritik aktueller ökonomischer und kultureller Entwicklungen des jugoslawischen Systems. Es wird dabei die zunehmende Fragmentierung und Regionalisierung der Gesellschaft beklagt und auf mangelnde demokratische Strukturen hingewiesen. Der Titoismus wird als „antiserbische Doktrin“ angesehen, durch die die serbische Nation gezielt geschwächt worden sei, was die anderen Teilrepubliken dann zu ihren Gunsten ausgenutzt hätten. Das Memorandum forderte ein Ende der „Diskriminierungen des serbischen Volkes“. 
Neben der „wirtschaftlichen Diskriminierung Serbiens“, beklagte man die „Unterdrückung der Serben in Kroatien“ und sprach sogar von „Völkermord an den Serben im Kosovo“. Der Begriff Genozid bzw. Völkermord wurde damit als Kampfbegriff in die innerjugoslawischen Auseinandersetzungen eingeführt. 
Mit der Behauptung, die Kosovo-Albaner würden Völkermord an den Serben verüben, hatte die Akademie dieser Bevölkerungsgruppe die Hauptschuld an der von ihr festgestellten Misere Serbiens zugewiesen. Untermauert wurde die These mit historischen Argumenten, die weit in die Geschichte und lange vor die Gründung des ersten Jugoslawien im Jahr 1918 zurückreichten, mithin nichts mit der aktuellen Krise des sozialistischen Systems in Jugoslawien zu tun hatten. 
Die Verfasser stellten abschließend fest, dass „serbische Volk hat ein historisches und demokratisches Recht auf seine völlige nationale und kulturelle Identität, unabhängig davon, in welchen Teilrepubliken oder Provinzen es ansässig ist“, ohne zu erklären, wie diese Forderung umzusetzen sei.

## Kulturelle Rezeption
In der Belgrader Zeitung Večernje Novosti wurden einige Auszüge des SANU-Memorandums publik gemacht und von der Öffentlichkeit breit diskutiert. Der Gesamttext wurde im Januar 1989 in Zagreb und im Sommer 1989 in Belgrad veröffentlicht.
Intellektuelle und Politiker der anderen Völker Jugoslawiens reagierten auf die Forderung der Akademie mit eigenen nationalen Programmen. Zwischen den Teilrepubliken breitete sich eine zunehmend vergiftete Atmosphäre aus. In den Medien und auch in der Literatur Jugoslawiens wurde immer offener über „Volkszugehörigkeit“ und „Blut und Boden“ geschrieben, die jeweils anderen Nationen wurden immer lauter beschuldigt, die eigene Misere, die Arbeitslosigkeit, die wirtschaftliche und soziale Notlage verursacht zu haben.